# 小皇帝综合症
小皇帝综合症是中华人民共和国一孩政策產生的一種現象，在一孩政策下，中国上层社会和富裕家庭的子女从父母和祖父母那里受到了溺愛，並且嬌生慣養和享受優渥的生活條件。出現這一現象除了一孩政策，還有中国家庭不断增强的经济实力导致的消费能力的提高以及父母普遍希望自己的孩子不要像自己年輕時候那樣吃苦。然而，这种现象被普遍认为是有争议的。英国记者安德鲁-马歇尔甚至认为，它正以意想不到的方式塑造着现代中国社会，可能最终成为未来的「行为定时炸弹」。